# Нобель-Олейникова, Марта Людвиговна
Марта Людвиговна Нобель-Олейникова (1881—1973) — врач, благотворительница, общественный деятель.

## Биография
Родилась в семье инженера и предпринимателя Людвига Нобеля (1831—1888), старшего брата знаменитого учредителя Нобелевской премии Альфреда Нобеля.
Окончила Женский медицинский институт в Санкт-Петербурге, работала ассистентом в факультетской хирургической клинике, выстроенной на её собственные пожертвования (200 тыс. руб.), затем руководила одним из первых в России рентгеновским кабинетом клиники. Её профессиональные интересы были связаны с травматологией; она разработала собственную прогрессивную методику постоянного вытяжения (методика Нобель-Олейниковой). В годы Первой мировой войны широко применяла в клинике грязелечение. До замужества жила в семейном доме № 15 по Сампсониевской набережной, позднее — во флигеле особняка Э. Л. Нобеля.
В 1905 году вышла замуж за врача, специалиста по инфекционным болезням, приват-доцента Г. П. Олейникова (1864—1937).
В течение 15 лет работала сотрудником по благотворительным делам Товарищества братьев Нобель (улучшение быта рабочих и служащих, организация школ, приютов, лечебниц, санаториев).
Для Женского медицинского института в 1907 году на её средства были построены и оборудованы глазная клиника на 40 мест; в 1912 году выстроена факультетская хирургическая клиника на 50 мест (В Первом Санкт-Петербургском государственном медицинском университете установлена мемориальная доска, которая информирует, что «здание построено в 1910—1912 гг. архитектором Г. Ностремом по инициативе и на средства Марты Людвиговны Нобель-Олейниковой»). На её пожертвования были учреждены стипендии для «недостаточных слушательниц», устроена лаборатория и приобретены модели для клиники горловых и ушных болезней. Нобель-Олейникова устроила и содержала колонию «для слабых детей» работников завода «Людвиг Нобель».
За благотворительную и общественную деятельность была представлена к Ордену Святой Равноапостольной Княгини Ольги 3-й степени. В 1914 году по её инициативе в Народном доме Эммануила Нобеля (Лесной пр., 19) создан лазарет для раненых на 180 мест, где она работала старшим врачом.
В 1917 году Марта с семьёй, как обычно, на лето выехала в усадьбу «Ала-кирьола» («Нижняя Кирьола», ныне пос. Ландышевка в Ленинградской области), которая после революции оказалось на территории независимой Финляндии. Во время Зимней войны вместе с внуками (Питер Нобель-Олейников) покинула усадьбу и переехала в Швецию. В 1940 году была награждена финской медалью «За Зимнюю войну».